# Rocca Imperiale

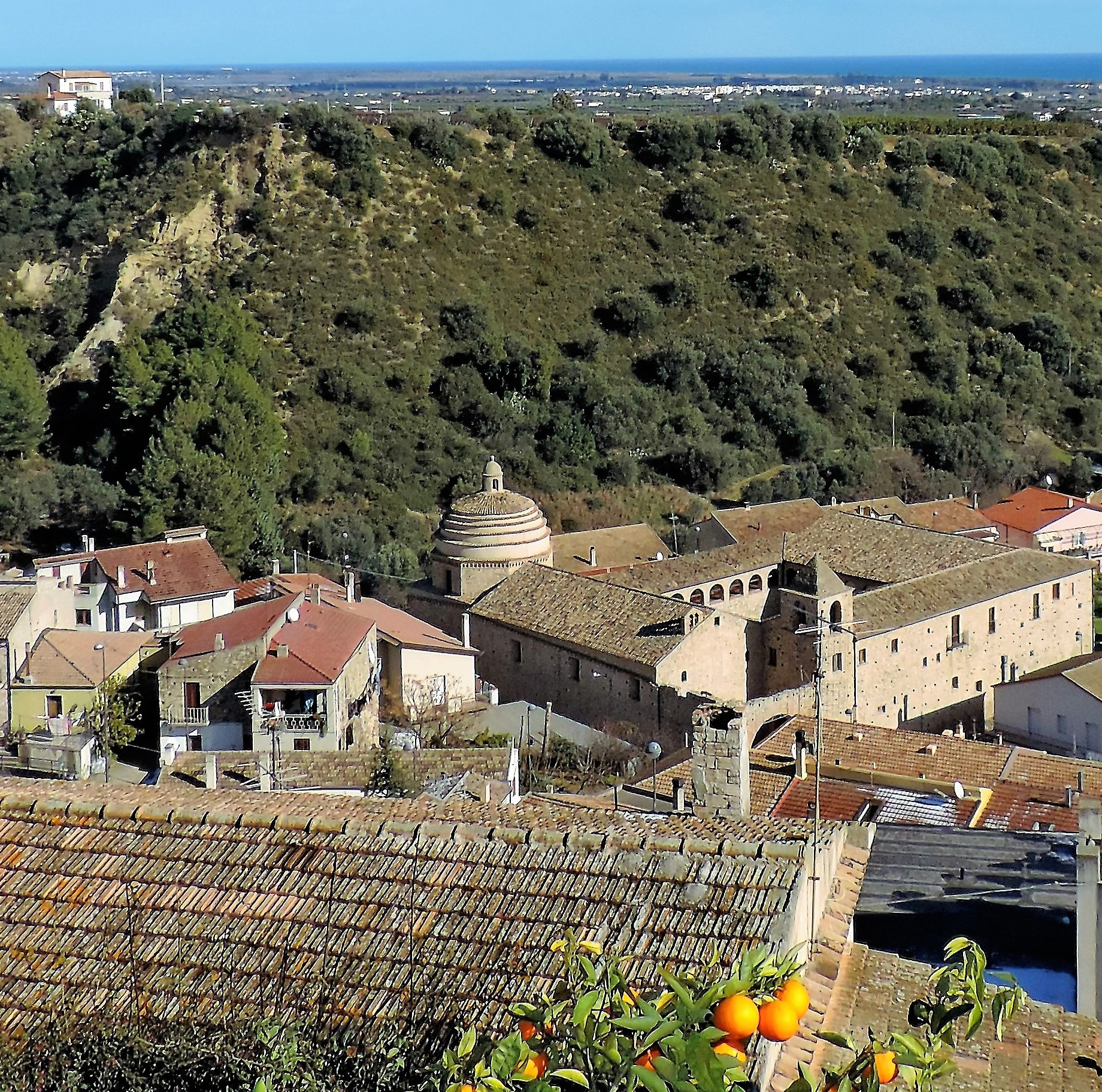
Il convento e il paesaggio verde visti dal belvedere della chiesa madre

Rocca Imperiale è un comune italiano di 3 132 abitanti della provincia di Cosenza, bagnato dal Mar Ionio. Rocca Imperiale è famosa per i suoi limoni che, oltre a essere riconosciuti prodotto agroalimentare tradizionale, hanno soprattutto ottenuto dal 2011 il marchio comunitario IGP. È il centro abitato più settentrionale della Calabria.

## Geografia fisica
A metà dell'arco che circoscrive il Golfo di Taranto, 4 km circa distante dal mare e su di un colle dei contrafforti appenninici che si protendono al lido a dare inizio all'antica pianura Siritide, sorge Rocca Imperiale (non ci si meravigli se trattando di Rocca e della sua storia fino ai primi decenni dell'800 si farà riferimento prevalentemente alla Basilicata; giacché, essendo terra di confine, fino al 1816 ha sempre fatto parte della Lucania e ha sempre avuto rapporti frequenti con i centri limitrofi di tale regione).
Il suo abitato, edificato sulla convessità orientale del pendio, a meno di 200 metri di altitudine, ha le case disposte a gradinata ai piedi della fortezza che gli diede il nome e, ristretto com'è su un'area pressoché inampliabile, con i suoi viottoli, le ripide salite di accesso alla sommità, il campanile vetusto e la severa mole delle costruzioni militari, conserva l'aspetto di un borgo medievale ingentilito dal progresso, ma non sostanzialmente mutato da qual era nei secoli decorsi.
A destra e alle spalle, con vario susseguirsi di declivi, di ondulazioni e di avvallamenti, si elevano i monti; ma sfuma a sinistra l'orizzonte sulle alture salentine ingemmate di ville e d'incolati e, nello spazio interposto, sul piano ammantato di verde, ecco delinearsi le zone archeologiche di Siri, Eraclea, Pandosia e Metaponto, culle della prima civiltà Italica. Al tempo delle “polis” questo fertilissimo lembo della Magna Grecia veniva posto da Archiloco e da Erodoto come termine di paragone alle più desiderabili contrade del globo; poi le lotte per l'egemonia locale, fra i centri Italioti, e l'invidia di favolose ricchezze, vi apportarono quei lutti e quelle distruzioni che le guerre di Pirro, di Annibale, di Spartaco e dei Goti resero definitive e irrimediabili. Sparirono così le tracce delle “città – stato” ioniche e achee e, uniche superstiti di un'era remota e fastosa, rimasero le colonne del tempio metapontino dei Dioscuri.

## Storia
Unica via di comunicazione tra le Puglie e la Calabria, sul versante ionico, era, ancora nel 1200, la via costiera ionica citata dalla Tabula Peutingeriana che, partendo da Reggio Calabria e costeggiando il mare, andava a congiungersi a Brindisi con l'Appia che proveniva da Capua.
D'altra parte la Calabria era allora parte integrante della Sicilia, e se i baroni siciliani, sempre contrari alla monarchia per le limitazioni imposte alle loro prerogative, si fossero ribellati, attraverso questa arteria stradale avrebbero potuto tentare l'invasione del resto dello Stato. Appare dunque evidente l'importanza militare del luogo e Federico II volle erigervi un castello che al fine principale difensivo unisse il compito di dare asilo alla Corte negli spostamenti e nelle partite venatorie alle quali il territorio era adattissimo.
L'intensa e frenetica attività edificatoria messa in atto in quel ventennio da Federico II suscitò preoccupazione tali che il giustiziere Tomaso De Gaeta, in una lettera indirizzata all'Imperatore, non poté risparmiargli un rimprovero: "È vero che l'imperatore non deve fidarsi così tanto della pace da non prepararsi alla guerra, ma non è necessario che Vostra Maestà costruisca fortezze così in alto, fortifichi le cime di ripide colline, sbarri i pendii dei monti con mura e li circondi di torri: anche senza fortificazioni la salvezza del re sarà assicurata dalle opere benefiche e dalla mitezza" (Kehr, 1905, pp. 55 s.).
Lo STATUTUM DE REPARATIONE CASTRORUM, il cosiddetto 'Statuto sulla riparazione dei castelli', costituisce l'accertamento giuridico delle comunità e delle signorie feudali ed enti ecclesiastici, secondo le consuetudini, che dovevano provvedere alla riparazione e manutenzione di quei castelli, domus regie e centri abitati.
Nel caso della "Rocca Imperiialis" l'imperatore stabilì che ben ventisette località dovevano provvedere a inviare uomini e mezzi: 1 Nocara, 2 Canna, 3 Anglona, 4 Tursi, 5 Favale, 6 Presinace, (8 Rodiani) 9 Senise, 10 Chiaromonte, (11 Rubi) 12 Episcopia, 13 Battifarano, (14 Noge) 15 Castronuovo, 16 Colobraro, 17 Agromonte, 18 Latronico, (19 Solucii) 20 Santa Anania, 21 Armentano, 22 San Quirico, 23 Valsinni, 24 Castelsaraceno, 25 Farace, (26 Tigani) (x) (27 Pulsandrane). (in parentesi le incerte o sconosciute)
Come si può osservare esse sono collocate in un fascio che si allarga a ventaglio in una sola direzione, che si estende a molti chilometri in linea d'aria (venti e oltre), distanza che sul terreno doveva aumentare notevolmente, superando dislivelli e attraversando fiumi. La spiegazione di questo fenomeno va senz'altro individuata attraverso una serie di ricerche sistematiche, per quanto i documenti lo consentano, sull'intersecarsi e sovrapporsi di terre e di diritti demaniali e feudali". Si ritenga comunque che queste scelte possano essere dovute anche a una "logica politica", cioè alla volontà, da parte di Federico II, di "evitare che una struttura castellare, con la sua guarnigione e il suo castellano, potesse raccordarsi troppo strettamente alle comunità di quel territorio, sino a diventare pericoloso centro di aggregazione di interessi comuni".
Poiché gli apprestamenti necessari a una grande opera in muratura non si improvvisano, sull'altura che dinanzi era brulla o macchinosa, l'Imperatore, molto tempo prima dell'inizio dei lavori architettonici, dovette inviare operai per i movimenti di terra e la cottura della calce; i quali operai si stabilirono “in situ” formando così il primo nucleo del nuovo abitato. Essi stessi, e i villici poi, cominciarono a distinguere il luogo con l'appellativo dialettale di Ri-carcari o Li-carcari, che fu presto dimenticato e sostituito, e castello ultimato, con nome di Rocca Imperiale.
Il termine Ri-carcari, esaminato alla luce della fonetica locale, è un chiaro nome composto da Ri + carcari o Li + carcari equivalente a “Le fornaci”, le quali dovettero essere in gran numero apprestate per la calce e i mattoni prima di iniziare la costruzione della fortezza.
Il villaggio, formato dagli operai e da pochi altri individui che erano andati a porvi dimora con la famiglia per la sicurezza, dopo oltre due lustri era ancora insignificante, per cui Federico II, che da principio non aveva inteso dar vita a un nuovo incolato, decise di inviarvi una colonia nel 1239.
Sebbene manchino attestazioni probatorie esplicite, la nascita di Rocca, paese e castello, deve quindi attribuirsi a Federico II di Svevia e fra gli antenati degli odierni Rocchesi sono da annoverare degli abitatori medievali della cittadina (a Sud-Ovest) di Castrovillari, con la quale conservano tuttora una stretta parentela linguistica.

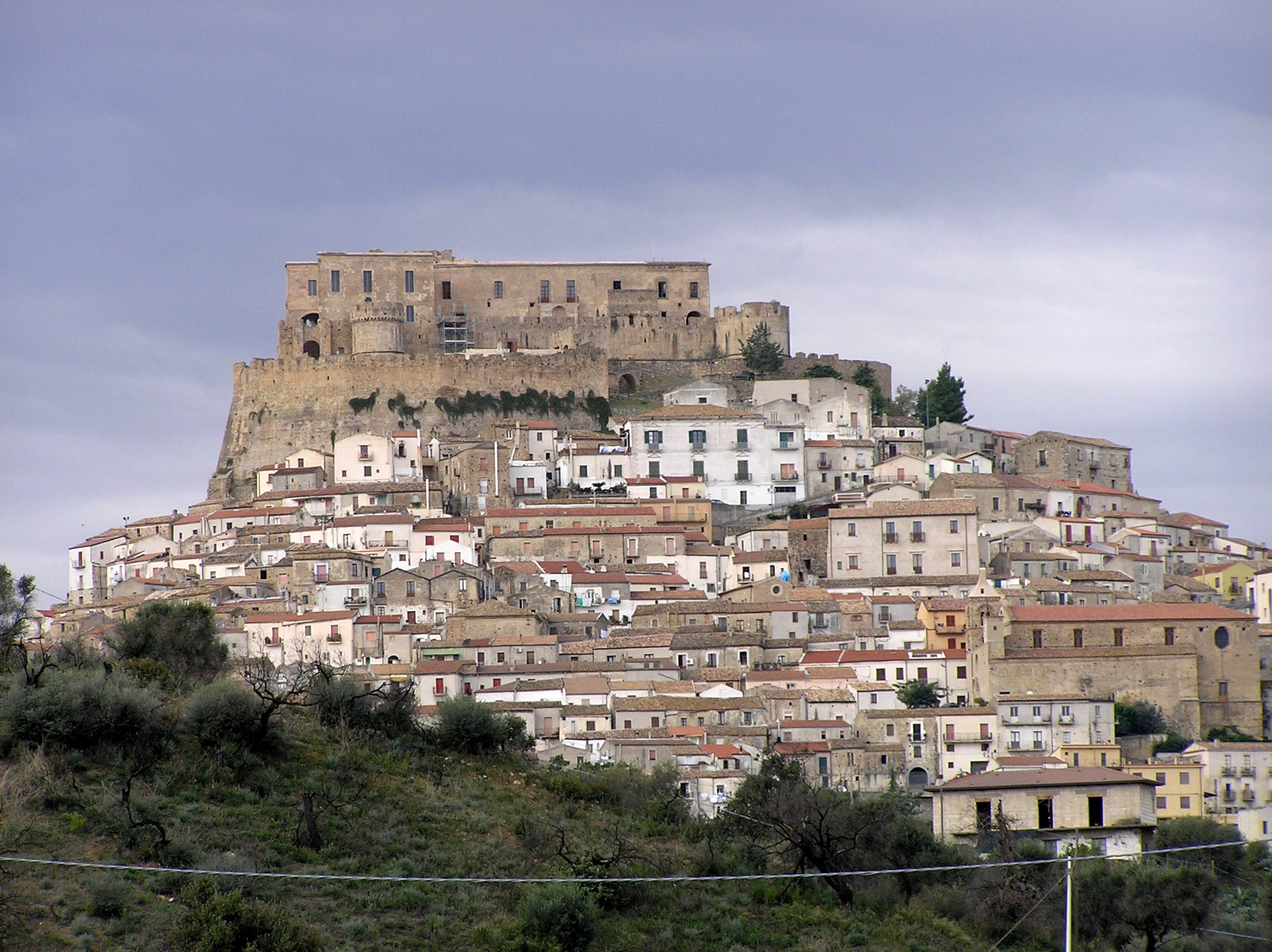
Panoramica borgo medievale Rocca Imperiale

Rocca

## Monumenti e luoghi d'interesse
Come monumenti e luoghi storico-religiosi nel Paese/Centro sono presenti il Castello, il Monastero e cinque chiese di cui una in quest’ultimo. Nella Marina sono presenti una chiesa, il vecchio granaio/magazzino e una torre, questi ultimi due collocati nella zona subferroviaria antecedente al lungomare. Nelle campagne esterne all'abitato è presente una settima chiesa, dedicata alla santa patrona.
Come luoghi d’interesse, la maggior parte presenti nella frazione della Marina, ci sono la piazza Giovanni XXIII, la piazza Arena, le gallerie ferroviarie percorribili a piedi, il lungomare cittadino e la villa comunale Zakynthos, antistante a quest’ultimo. Nella zona medio-alta del Paese, rispettivamente di fronte alla chiesa madre e a sud del castello, sono collocati la Piazza Monumento e l’anfiteatro.

### Castello Svevo

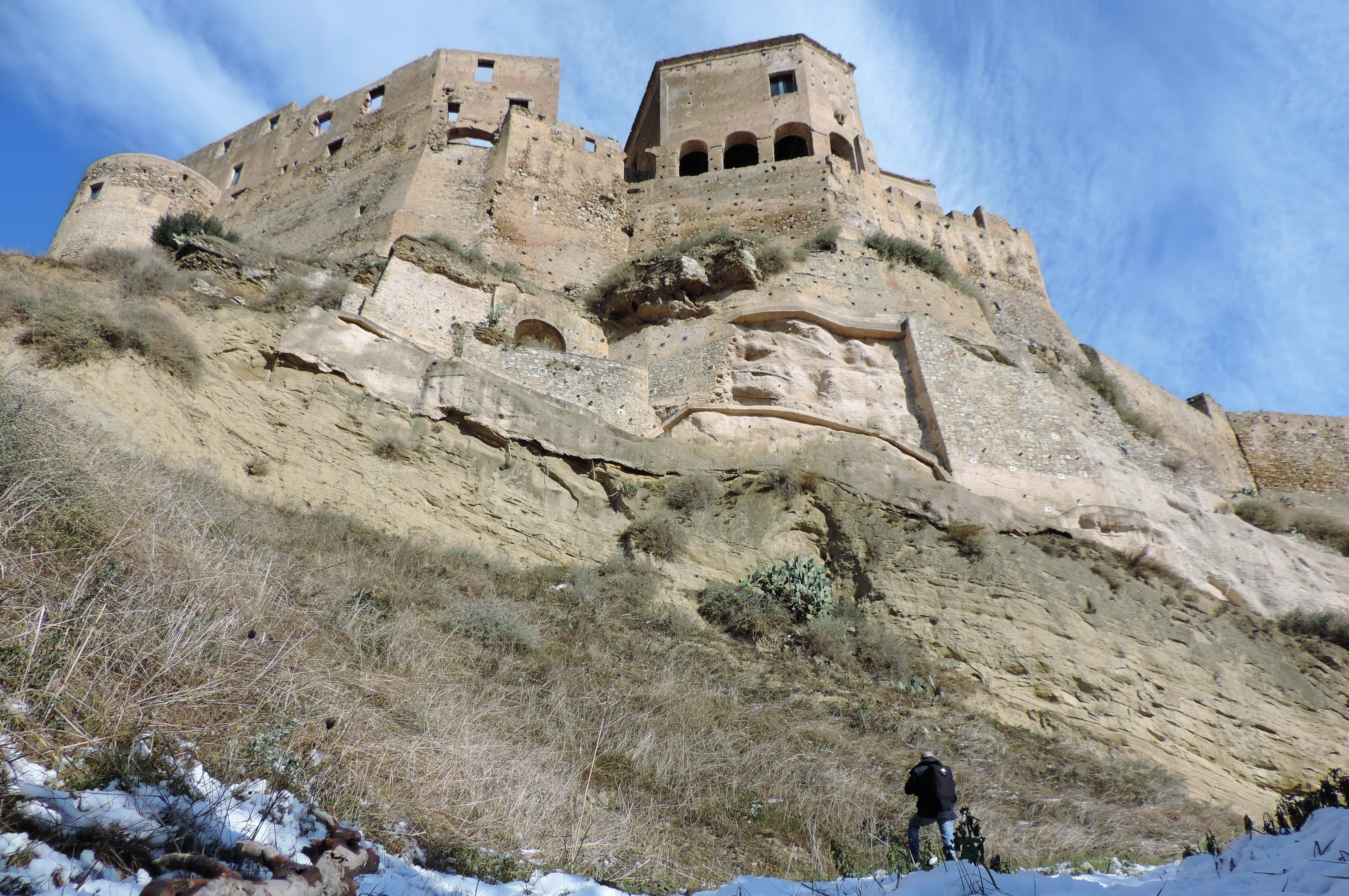
Cinta muraria del Castello Svevo

Il presidio del castello fu costituito, fino all'invenzione della polvere da sparo, da arcieri e balestrieri, che si appostavano in combattimento dietro le feritoie e i merli. Due moschetti a miccia anteriore, del ‘400, furono rinvenuti in una cisterna del vecchio maniero. Durante la dominazione borbonica le cortine del forte erano protette da 25 pezzi di artiglieria i quali furono tolti dopo il 1861. Uno fu dimenticato e oggi regge la mensola di un terrazzino.

### Architetture religiose
Nota: con i numeri a fianco nelle parentesi e in grassetto, sono indicate le chiese presenti attualmente.
La prima chiesa di Rocca Imperiale sorse, come attesta il campanile, col nascere dell'abitato, al tempo dell'imperatore Federico II di Svevia, nel secolo XIII (1239), ed è la Chiesa di Santa Maria in Cielo Assunta (1), attuale chiesa madre. Non ci sono notizie di cappelle nell'abitato, ma, annessa all'ospedale, doveva esserci, già nel secolo XIV, quella del Crocifisso. Con l'andare del tempo ne sorsero diverse: prime fra tutte quella di San Giovanni (2), quattrocentesca; poi, in ordine cronologico, furono edificate quella delle Cesine (3), in campagna; quella della Madonna del Rosario o di San Francesco da Paola (4), del Carmine (5), di San Biagio e, in ultimo, quella della Croce (all'ingresso del paese)        e dell'Immacolata (addossata alla matrice)       al posto del monumento dei caduti della grande guerra.
Nel '700 si menzionano come diroccate le chiesette della SS. Annunziata e di S. Giovanni nelle contrade omonime. Non è escluso che ve ne fosse una a S. Elia, attorno al 1100, officiata dai monaci basiliani, di rito greco. 

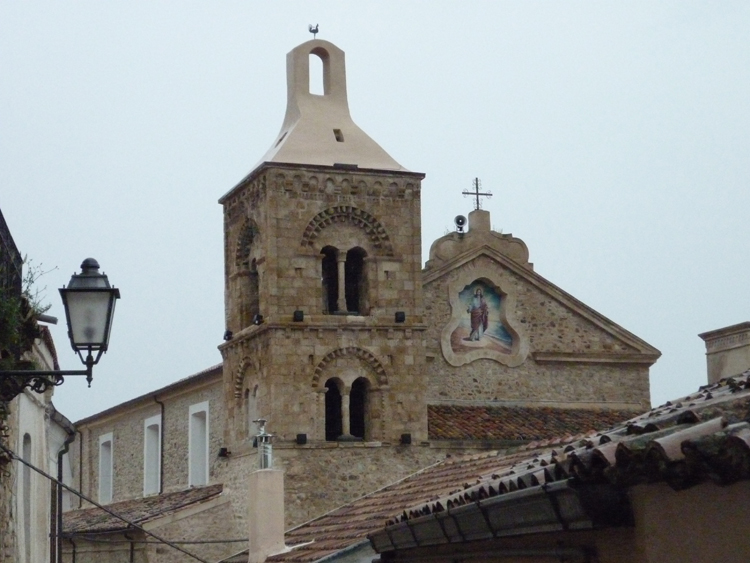
Campanile e particolare della facciata della chiesa madre dedicata all'Assunta

#### Chiesa della Visitazione della Beata Vergine Maria
Detta Chiesa della Visitazione B.V.M. (6) o raramente Chiesa V.B.V.M., fu istituita nel 1964 e venne retta nei primi anni dal parroco del paese Don Francesco Guarino; successivamente, dal Natale del 1967 fino all'agosto del 1984, venne affidata ai Padri Stimmatini per poi passare, a settembre del medesimo anno, al parroco Don Mario Nuzzi. Prima della presente costruzione moderna, che passò in mano a Don Pasquale Zippari nel 2016 e a Don Giuseppe Cascardi nel 2023, era adibito a chiesa un capannone di fortuna; il 4 agosto 2001 fu finalmente inaugurata l'attuale opera architettonica i cui lavori sono stati seguiti in un primo momento dall'architetto Affuso, il cui progetto originario è stato completamente stravolto, e successivamente dall'architetto Forace. La struttura esterna ha l'aspetto di una nave orientata al porto, a testimonianza che la Chiesa è la nave che deve condurre al cielo i fedeli. La struttura interna ha forma di anfiteatro per dare la possibilità ai fedeli di avere una corretta ed equa visione delle celebrazioni liturgiche; la volta, in legno lamellare, crea figure geometriche che le danno un senso di dinamismo e mobilità, vista in tutta la sua profondità sembra una navicella spaziale elevata verso il Cielo.
La struttura presenta poi al suo interno alcune opere d'arte: Il Tabernacolo, (architetto Antonio De Prosperis) è stato completamente realizzato in loco intagliando a mano libera le tessere (pregiati materiali provenienti da Murano) che compongono il Mosaico. Quest'opera crea per mezzo della luce dei giochi di irraggiamento; al centro della porta vi è un cuore in bronzo argentato a testimonianza dell'amore di Dio. Esaminata poi accuratamente, la raggiera del mosaico crea grattacieli e casupole, testimonianza del fatto che la Luce di Dio deve illuminare sia le grandi città sia i piccoli paesi.
Il Paliotto dell'altare, anch'esso in bronzo, raffigura l'istituzione dell'eucaristia (Salvo). Dietro di esso un presbiterio (arch. Forace), in marmo con sedia per chi presiede le celebrazioni, raffigura il Colle del Calvario sul quale si erge il Cristo Crocefisso, 2,15 m di bronzo, realizzato dal Cagni.
A ridosso dell'altare troviamo un ambone, realizzato anch'esso dal Salvo, a forma di biga e raffigurante i simboli dei quattro Evangelisti: l'aquila, il leone, il bue e l'angelo. In prossimità dell'ambone vi è il Battistero, con la base in bronzo a tuttotondo raffigurante una colomba (simbolo dello Spirito Santo) che sostiene una grossa "coppa in marmo" dalle stesse tonalità cromatiche dell'altare, sormontata da un coperchio, anch'esso in bronzo, recante alle estremità un bassorilievo raffigurante San Giovanni Battista. Tutte le opere sono state realizzate con il contributo dei fedeli e di persone amiche.

### Monastero
Comprende il Museo delle Cere, la Biblioteca comunale e la Chiesa di Santa Maria delle Grazie o di Sant’Antonio da Padova (7).

#### Museo delle Cere
Ospitato all'interno dell'antico Monastero dei “Frati Osservanti” , il museo offre una sensazionale e suggestiva atmosfera grazie alla compresenza di elementi di misticità, vetustà e alla combinazione spettacolare tra il sacro e il profano.
Numerosi sono i personaggi, qui rappresentati con ricercata e acuta verosimiglianza a quelli che sono stati gli uomini simbolo del Novecento, che hanno contribuito a dare luce e spessore economico, artistico, culturale, politico, religioso e sociale al nostro Bel Paese e all'intero genere umano.
Da Federico II di Svevia a De Gasperi, da Mussolini a Che Guevara, da Madre Teresa di Calcutta a Rita Levi Montalcini, da Giuseppe Verdi a Totò (principe Antonio de Curtis), tutti a grandezza umana con occhi di cristallo e capelli veri adornati da un vestiario più che reale, rappresentativo del nostro immaginario collettivo.
Non mancano poi personaggi popolari che con le loro gesta hanno dato splendore e fama a tutta la comunità come ad esempio il pluridecorato milite Francesco Mesce: chiamato alle armi il 15 marzo 1920 e destinato al 63º Reggimento fanteria "Cagliari" a Torino, fu trasferito sul fronte francese, dove prese parte ai combattimenti dell'avanzata italiana nei territori francesi. Rimpatriato, si imbarcò per la Grecia, dove ricoprì l'incarico di artificiere nel Genio Artificieri e, dopo aver ricevuto la medaglia sul Fronte Greco-Albanese il 18 agosto 1943, gli fu concessa una licenza straordinaria. Ritiratosi a Rocca fu invitato, viste le sue capacità, a far brillare delle mine sotterrate dai tedeschi in ritirata dalla Sicilia. Nel tentativo di far brillare gli ordigni per tutelare la popolazione Rocchese rimase ucciso dallo scoppio di una seconda mina nascosta sotto la prima.
Tra le pareti di quello che un tempo fu luogo di preghiera e di culto, completamente immersi nelle vestigia del già di per sé sensazionale Monumento, si respira un'aria trascendentale con le statue che evocano un contatto quasi umano.
Inaugurato e aperto al pubblico il 1º agosto 2003 è visitabile tutti i giorni dalle 17:00 alle 20:00 e la domenica anche di mattina dalle 10:00 alle 13:00

## Società
Abitanti censiti

Nel secondo decennio del 2000 il Comune ha raggiunto i 3 300 abitanti,  già superati nella seconda metà del Novecento, per poi iniziare un lento calo della popolazione.

### Tradizioni e folclore

#### Culto della Madonna della Nova
Si festeggia il 1° e 2 luglio di ogni anno. Secondo la tradizione la cappella/il santuario delle Cesine, sotto il titolo di Santa Maria della Nova (attualmente inclusa tra i santuari designati dall'autorità ecclesiastica nei quali è possibile lucrare le indulgenze giubilari), è stata edificata per volontà di un principe pellegrino che dopo essere naufragato sulle nostre coste, si ritirò sull'altura antistante l'approdo a farvi penitenza di ringraziamento. Si racconta che il ritratto del principe figurasse sulle pareti della vecchia chiesetta, ma questa immagine è sparita nel corso dei secoli, com'è svanita l'immagine della Madonna s cui il principe si era rivolto. Il dipinto della Visitazione che si venera ora, infatti, non è quello originario, né è originario il tempio che subì almeno tre trasformazioni.
L'episodio citato dovette accadere non prima del 1400, infatti l'istituzione della festa liturgica della Visitazione risale al 1389 per decreto di Papa Urbano VI, promulgato dal successore Bonifacio IX. Il Giubileo, che suscitò intenso fervore di pellegrinaggi, fu indetto nei primi anni del XV secolo, per cui il naufragio potrebbe essere avvenuto in quell'epoca. Nulla sappiamo circa la celebrazione delle feste dell'epoca, ma si può ritenere per certo che la solennità del 2 luglio divenne patronale subito dopo l'incursione turca del 1644.
Il 29 giugno di quell'anno, comparve una grande flotta turca, forte di 50 galee; sbarcati sulla spiaggia da due a tremila armati, gli invasori circondarono le mura della cittadina mentre gli abitanti dormivano. Questi, svegliati di soprassalto e ritenendo impossibile ogni difesa, si rifugiarono nel castello. Durante l'assedio, i turchi non riuscirono a impadronirsi della roccaforte, diedero fuoco a molti edifici tra cui la Chiesa Madre di cui rimase indistrutto il campanile. In questa circostanza il popolo, raccolto nel castello, dal quale si scorgeva di lontano la chiesetta della Nova, fece voto di solennizzare in perpetuo la data se fosse stato liberato dal pericolo e se avesse subito il danno minimo. E la grazia, venuta il giorno successivo, fu ritenuta dagli scampati come un segno della protezione divina, di cui bisognava mantenere sempre vivi la riconoscenza e il ricordo attraverso le generazioni future. In seguito, per la fiducia riposta nella Madre di Dio, sorse l'uso di andare a rilevare la sacra effigie il sabato in albis, per accompagnarla verso la Chiesa Madre nel centro storico, per poi riportarla in sede con pompa il 2 luglio.
Eccezionalmente, e negli anni di straordinaria siccità, era consuetudine recarsi in processione a invocare la grazia della pioggia alla cappella e si portava la sacra immagine in paese per una novena propiziatoria.
Attualmente si svolge tre volte la festa in onore della Madonna: l’Ottava di Pasqua, ovvero il sabato successivo ad essa, il primo duo di giorni di luglio e i giorni antecedenti a Ferragosto. La prima volta si porta in processione la sacra icona dal Santuario alla Chiesa Madre e la si festeggia il giorno dopo, congiuntamente a San Francesco da Paola. La seconda volta, la sera del 1º luglio, si onora la santa nelle vie del Centro Storico (ove si svolge come ad aprile) e l’indomani, all’alba del 2 luglio, la si riporta al santuario, mentre di sera avvengono i festeggiamenti nel centro storico. La terza volta, invece, nella frazione della Marina, il duplicato dell’icona viene onorato nelle strade della cittadina il 13 agosto, mentre nel giorno precedente (12) e in quello successivo (14) vengono celebrati i riti civili e i festeggiamenti vari.

### Ulteriori culti e feste
Altri culti che vengono seguiti sono i riti e i festeggiamenti in onore di tre santi maschi: San Giuseppe, nella frazione della Marina il 19 marzo, San Francesco da Paola (nel Centro storico la domenica in Albis, festeggiato congiuntamente alla Madonna onorata il giorno precedente) e Sant'Antonio da Padova, festeggiato alla chiesa omonima del Monastero e dintorni il 13 giugno.
Tutti e tre vengono onorati con messe, processioni e festeggiamenti civili, al pari della Madonna della Nova, ma sono considerati "santi minori". Infatti, mentre San Giuseppe è considerato patrono solo della Marina e gli altri santi patroni solo del Paese, la Madonna è patrona dell'intera Rocca Imperiale.
Inoltre, come ulteriori culti, tradizioni ed eventi correlati al religioso, ogni 30 marzo viene portato in processione il Crocifisso della Chiesa Madre per le vie del paese, per ricordare il sacro avvenimento del 30 marzo 1691, quando sgorgò miracolosamente del sangue dal crocifisso stesso.
Molto sentita è la Settimana Santa, dove si svolge la processione tradizionale dei simulacri antichi per le vie del centro storico, eseguita della Congregazione del Cristo. La processione si svolge il Venerdì  Santo . Con questo evento molto partecipato e sentito dalla comunità religiosa rocchese  si ricordano le radici e si ripropongono le tradizioni.
La prima domenica d'agosto al Santuario delle Cesine si svolge invece la Giornata degli Emigranti, caratterizzata da pranzo al sacco, sfide, incanto e altri eventi.

#### Tradizioni culturali e gastronomiche
Oltre alla presenza del limone IGP, agrumi, olio e vite, le tradizioni principali del "paese dei limoni" si correlano alle tradizioni calabro-lucane. Ad esempio, il martedì grasso è solito cucinare i frizzuli ca mollic (frizzuli di pasta con sugo e mollica di pane), il giorno di San Giuseppe i tagliarill/laganill c cicr (tagliolini o tagliatelle con ceci), mentre all'Ottava di Pasqua i rascatill al sugo e i carciofi ripieni. Famoso è anche l'uso di peperoni cruschi e soprattutto il consumo di prodotti con il limone IGP (liquori, marmellate, panettoni, gelati e perfino pasta e pizza).

#### Leggende e folclore
La città è famosa per alcune leggende correlate al Castello Svevo, oltre agli eventi realmente accaduti durante l'invasione turca. Una delle due è centrata su una dama bianca che in epoca medievale perse prematuramente il suo amato principe. Dopo esser morta anche lei, si dice che il suo fantasma vaghi le notti di luna piena nel castello, emettendo voci di lamento e tristezza in ricerca del suo amato.
Un altro mito, più recente, riguarda le gallerie sotterranee del castello, recentemente restaurate, dove agli inizi del '900 si smarrirono una maestra con una scolaresca dei quali non si ebbe più traccia. Alcune gallerie, successivamente chiuse, avevano fine in diversi luoghi del centro storico e della marina, arrivando alcune a spingersi addirittura fino a mare.

## Cultura

### Cinema
- Nel film del 1955 Destinazione Piovarolo (di Domenico Paolella), con il celebre Totò protagonista e Tina Pica al suo fianco, Rocca Imperiale diventa il nuovo toponimo di Piovarolo durante il ventennio fascista. La scelta del nome fu casuale e non associata a Rocca essendo Piovarolo (paese fittizio), descritto come un paesino dell'Appennino centrale abruzzese.
- Nel 2015 è luogo del film Le nozze di Laura, regia di Pupi Avati trasmesso su Rai Uno il 7 dicembre 2015.

## Geografia antropica
I costumi, il patrimonio architettonico e storico, la civiltà, il clima, la qualità delle acque marine, la ricchezza della collina e della montagna retrostante, la posizione geografica tra il parco nazionale del Pollino, la piana di Sibari e l'area del Metapontino, costituiscono per Rocca Imperiale un richiamo turistico fra gli itinerari della regione Calabria.

### Frazioni

#### Marina di Rocca Imperiale
Bagnata dalle acque del mare Ionio, per 7 km di spiaggia alternata da scogli, ciottoli e fine sabbia dorata, verso il confine lucano, la marina di Rocca Imperiale, distante appena 4 km dal centro storico, si pone come meta per la balneazione, beneficiando di strutture balneari d'ogni tipo. All'estremità nord del lungomare di Rocca Imperiale Marina esiste un ampio parco pubblico attrezzato.
Di importante rilevanza storica l'imponente magazzino, fatto costruire nel XVIII secolo (1731) dal duca Fabio Crivelli, a testimonianza dell'importanza marittima e commerciale di Rocca Imperiale, e la Torre di Guardia del XVI secolo (1563-69).
Le zone archeologiche di Monte Soprano, Masseria Saliva, Timpone Ronzino e Murge Santa Caterina (in questo luogo si presume, da alcuni resti in muratura e dal rinvenimento di cocci di vasellame e altri oggetti, la presenza di un antico presidio con funzione di avamposto per la difesa del Castello) rappresentano un museo a cielo aperto nel panorama dell'antica Siritide.

#### Contrada Cesine (campagne)
In contrada Cesine, a poca profondità dalla superficie, sono stati rinvenuti ruderi di fabbriche a condutture laterizie, le quali ultime sembra vengano da Ciglio dei Vagni, con sbocco in una cisterna (tullianum) di malta durissima, accanto a cui era possibile notare la vasca di un trapetum. In grande quantità, con i lavori agricoli di aratura, appaiono tombe di diverse età e di diverso tipo. Alcune a inumazione, formate da una lastra di tufo poggiante su altre due più piccole, poste in senso verticale, manifestano la loro derivazione dal tipo dolmenico; altre, a incinerazione, contengono oggettini vari anche in oro (anellini, spille) e altre ancora sono costituite da urne cinerarie decorate a rilievo racchiuse in rozzi sarcofaghi.
Di maggiore attenzione fu il ritrovamento di una punta di lancia di bronzo, una bottiglia di sagoma egiziana, qualche statuetta fittile acefala, lucerne, urne e vasetti vari rinvenuti nei pressi di una duplice deposizione di cadaveri, col capo su origliere di pietra, praticata sotto il pavimento di una capanna rettangolare, con uno dei lati più brevi absidato di tipo orientale, che subito si disfece.

## Economia
Limone IGP di Rocca Imperiale
Il limone di Rocca Imperiale è la varietà di limoni conosciuta come limone rifiorente poiché fiorisce almeno quattro volte all'anno producendo frutti per ogni fioritura. Le particolarità pedoclimatiche del territorio hanno favorito la coltivazione di questa varietà di limone. Il clima, infatti, è moderato in inverno dalla vicinanza del mare e, essendo le zone interessate alla coltivazione situate a un'altitudine di circa 200 m, queste sono sottoposte a escursioni termiche tra giorno e notte che favoriscono la buona colorazione della buccia e l'esaltazione del profumo degli oli essenziali presenti nella stessa. Dalla compresenza di questi fattori deriva una varietà peculiare, sia per il profumo energico e la succosità si per la semplicità con cui si sbuccia.
Il limone è tutelato dal Consorzio limone di Rocca Imperiale IGP, e dal marchio I.G.P.

### Turismo
Rocca Imperiale è segnalata dal 2006 sulla Guida Blu di Legambiente e Touring Club Italiano, con due vele.
La cittadina ha ricevuto la Bandiera blu nelle stagioni estive 2020, 2023 e 2024 e la bandiera Lilla nel 2023 e 2024 e fa parte dell'associazione I borghi più belli d'Italia.

## Infrastrutture e trasporti
- Stazione di Rocca Imperiale della ferrovia Jonica nel tratto Taranto - Sibari
- Svincolo "Rocca Imperiale" sulla strada statale 106 Ionica

## Amministrazione

### Sindaci dal primo dopoguerra
| Sindaci                                 | Durata mandato | Durata mandato |
| Sindaci                                 | Inizio         | Fine           |
| --------------------------------------- | -------------- | -------------- |
| Carmine Cosentino                       | ?              | 1920           |
| Carmine Cosentino                       | 1920           | 1926           |
| Carmine Cosentino                       | 1929p          | 1932           |
| Sindaci dal 1932 al 1946                |                |                |
| Biase Alfano                            | 1946           | 1952           |
| Romeo Di Leo                            | 1952           | 1956           |
| Romeo Di Leo                            | 1956           | 1960           |
| Eugenio Camerino                        | 1960           | 1964           |
| V. Verardi (commissario prefettizio)    | Giugno         | Ottobre        |
| V. Verardi (commissario prefettizio)    | 1965           |                |
| Alfonso Guido (commissario prefettizio) | Novembre       | Dicembre       |
| Alfonso Guido (commissario prefettizio) | 1965           |                |
| Carlo Tarsia                            | Dicembre 1965  | 1971           |
| Carlo Tarsia                            | 1971           | 1975           |
| Nicola Gallo                            | 1976           | 1981           |
| Carlo Tarsia                            | 1981           | 1983           |
| Giuseppe Di Leo                         | 1983           | 1985           |
| Giuseppe Di Leo                         | 1985           | 1990           |
| Carlo Tarsia                            | 1990           | 1992           |
| Giulio Palmieri ^                       | 1992           | 1995           |
| Giovanni Franco                         | 1995           | 1999           |
| Vincenzo Marino                         | 1999           | 2004           |
| Ferdinando Di Leo                       | 2004           | 2009           |
| Ferdinando Di Leo                       | 2009           | 2014           |
| Giuseppe Ranù                           | 2014           | 2019           |
| Giuseppe Ranù                           | 2019           | 2024           |
| Giuseppe Ranù                           | 2024           | in carica      |

p = ruolo di podestà
^ = Passaggio del mandato senza votazioni comunali

### Gemellaggi
- Valenza (2009)
- Zante (2017)